# Corps Guestfalia Greifswald
Le Corps Guestfalia Greifswald est un corps (fraternité étudiante) combattant portant couleur (de) du Kösener Senioren-Convents-Verband (KSCV), la deuxième plus ancienne organisation faîtière des fraternités étudiantes allemandes, qui est fondée en 1848. Les membres sont des étudiants et anciens élèves de l'Université de Greifswald. Selon la constitution de l'association, les étudiants peuvent devenir membres de ce corps indépendamment de leur nationalité, croyance, origine ou affiliation politique. En tant que corps de l'organisation faîtière de Kösen, dont le convent des anciens de Greifswald est l'un des membres fondateurs, ses membres sont tenus de maintenir une attitude décente.
Les membres du corps Guestfalia Greifswald sont également appelés "Greifswalder Westfalen".

## Couleur
Le Corps Guestfalia Greifswald utilise les couleurs "vert-blanc-noir" avec des percussions argentées. Les Füchse portent une bande aux couleurs "vert-blanc-vert", également à percussion argentée. La couleur du chapeau est verte.
Le corps a pour devise « Neminem time, neminem laede ! » (« Ne craignez personne et ne faites de mal à personne ! ») et la devise héraldique « Gladius ultor noster ! ").

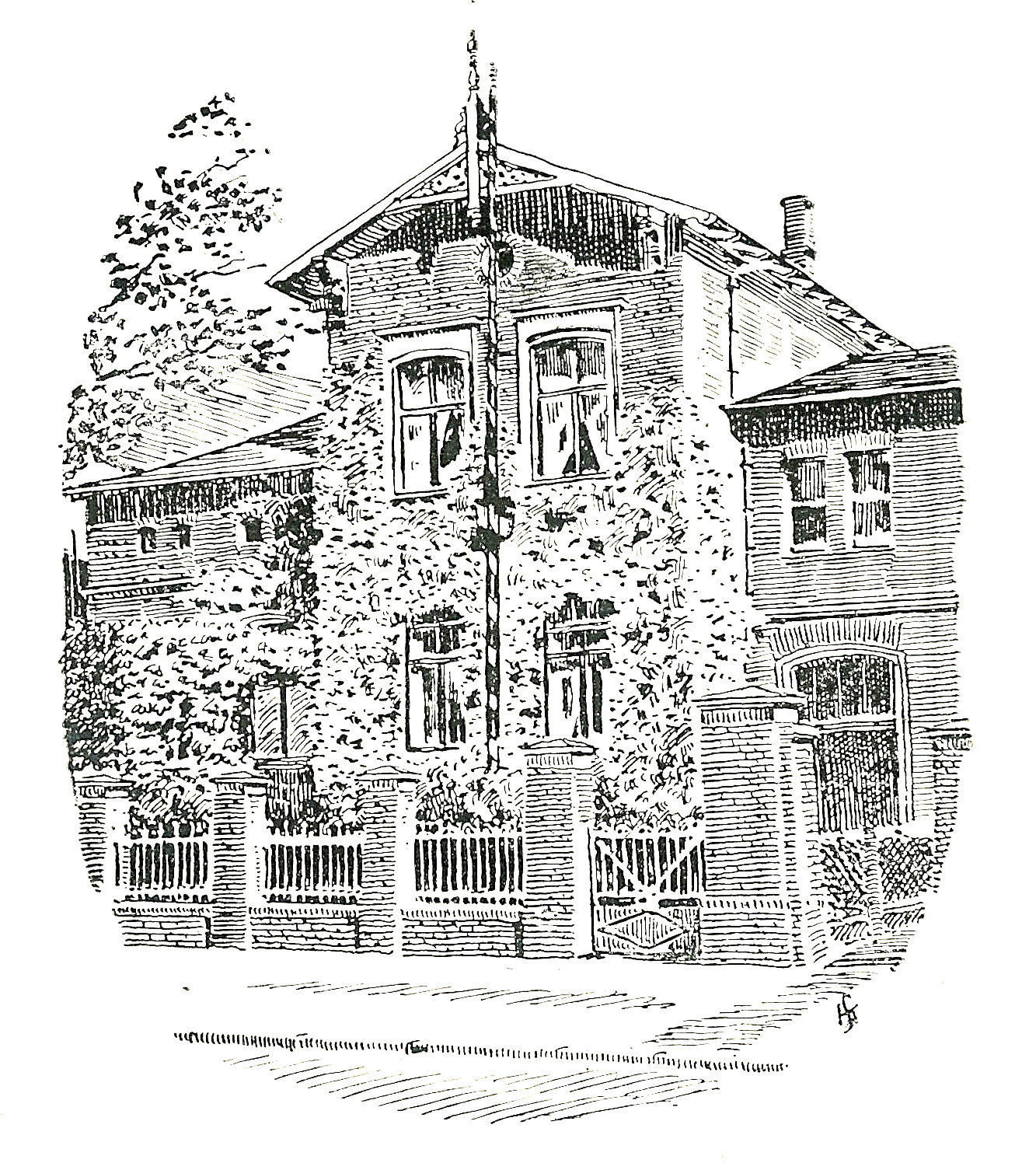
Première maison du corps Guestfalia au 9 Stralsunder Straße

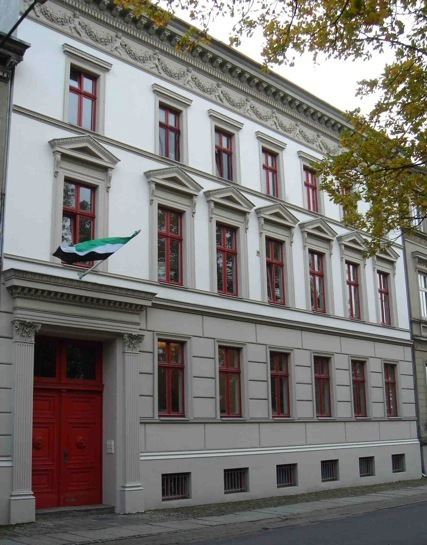
Le maison du corps d'aujourd'hui au 16 Karl-Marx-Platz

## Histoire
Le Corps Guestfalia est fondé le 9 juillet 1837. Suspendu au milieu des années 1840, il est reconstitué le 10 juin 1852 par des Prussiens de Greifswald (de). En 1856 Guestfalia fournit le faubourg de la KSCV (de). De 1880 au 21 février 1885, Guestfalia est à nouveau suspendue. Depuis 1905, le corps dispose de sa propre maison au 9 Stralsunder Straße.
Lors de la mise au pas de la KSCV en 1933, Guestfalia dirige à nouveau les affaires du faubourg. Le porte-parole du faubourg, Mohr, est de fait écarté du pouvoir par le "Führer" de la KSCV Max Blunck (de). Après la dissolution de l'association sous la pression du régime national-socialiste, le Corps cesse également ses activités le 7 octobre 1935. L'association des anciens soutient la création de la camaraderie SC (de) Yorck, qui s'inspire davantage de l'ancien Corps Borussia. Il existe jusqu'en mars 1945. En raison de la situation politique en RDA, une reconstitution à Greifswald après la fin de la guerre est exclue. Les anciens membres entreprennent donc de se réunir avec le plus ancien corps du cartel, Guestphalia Bonn, pour former le Corps Guestphalia Bonn und Greifswald zu Bonn. Cette fusion a lieu le 27 janvier 1951. La fusion des deux corps permet de perpétuer les traditions de Greifswald.
Le 10 juin 1993, Guestfalia peut se reconstituer à Greifswald. Depuis le semestre d'hiver 2000, le corps a son siège dans la maison du corps au 16 Karl-Marx-Platz à Greifswald.

## Relations extérieures
En raison de sa situation, le Corps Guestfalia Greifswald est considéré comme faisant partie du " cercle bleu (de)". Les corps du "Cercle bleu" appliquent le principe de la société, c'est-à-dire qu'ils entretiennent la vie sociale dans leur lieu d'études. Dans ce cadre, ils organisent des bals et des fêtes, des conférences et d'autres manifestations culturelles auxquelles l'ensemble des étudiants est invité.
Les corps du cartel Guestphalia sont Guestphalia Bonn, Marchia Berlin (de), Masovia Königsberg zu Potsdam, Palaiomarchia-Masovia Kiel (de) et Moenania Würzburg (de). En outre, il existe des relations amicales avec Palaiomarchia Halle (de), Rhenania Freiburg (de), Normannia Königsberg (suspendue en 1889) et Borussia Breslau (de) (1840–1877, la relation la plus ancienne des deux côtés).

## Membres
Par ordre alphabétique
- Karl Alisch (de) (1834-1895), juge de district, député de la Chambre des représentants de Prusse
- Otto Beumer (de) (1849-1918), professeur de médecine légale et d'hygiène à l'Université de Greifswald
- Oskar Beyersdorff (de) (1830–1887), médecin militaire, député de la Chambre des seigneurs de Prusse
- Heinrich Börger (mort en 1921), professeur à Berlin, médecin personnel du roi de Siam Rama V
- Heinrich Bonnenberg (de) (né en 1938), ingénieur allemand de l'énergie et de l'environnement et directeur d'entreprises fédérales
- Gisbert von Bonin (1841-1913), membre de la Chambre des seigneurs de Prusse, ministre d'État de Saxe-Cobourg-Gotha
- Curt Bräuer (1889-1969), diplomate allemand
- Otto Braehmer (de) (1838-1902), médecin allemand, fondateur et président honoraire de l'Association des médecins des chemins de fer allemands
- Hermann Butzer (de) (né en 1961), avocat, professeur d'université à Hanovre
- Ludwig Denecke (1905–1996), germaniste et bibliothécaire de manuscrits, chercheur des frères Grimm
- Ernst Franke (de) (1856–1925), ophtalmologiste
- Franz Gesellius (de) (1840-1900), médecin et journaliste allemand
- Hermann Gocht (de) (1869-1938), pionnier de l'orthopédie allemande
- Klaus Haack (de) (1933-2015), avocat, président du tribunal administratif supérieur de Mecklembourg-Poméranie occidentale
- Robert Helm (de) (1879–1955), fabricant de textile et homme politique local
- Erich Hossenfelder (de) (1875–1935), 1930–1932 envoyé en Abyssinie, retraite forcée en 1933
- Otto Jaekel (1863–1929), paléontologue et géologue, professeur d'université à Greifswald et Canton / Chine
- Ferdinand Jensch (de) (1829-1903), directeur du tribunal de district, membre de la Chambre des représentants de Prusse
- Wolfgang Kraus (de) (1887–1952), journaliste et écrivain ; Chroniqueur du Corps
- Jörg Kürschner (de) (né en 1951), avocat allemand, rédacteur en chef du MDR, président de l'Association pour la promotion du Mémorial de Berlin-Hohenschönhausen
- Hugo von Leipziger († 1896), ministre d'État ducal d'Altenbourg
- Friedrich Löffler (1852-1915), fondateur de la virologie, découvreur de l'agent pathogène de la diphtérie
- Christian Meisner (de) (1868-1944), avocat et homme politique (DDP), membre de l'Assemblée nationale de Weimar
- Manfred Monjé (de) (1901-1981), physiologiste sensoriel
- Victor Niemeyer (de) (1863-1949), avocat et notaire, aéronaute libre, citoyen d'honneur de la ville d'Essen
- Eduard Schmitz (de) (1838-1895), avocat administratif, administrateur de l'arrondissement de Wiedenbrück (de) et de l'arrondissement de Gladbach
- Friedrich Eberhard Schnapp (de) (né en 1938), avocat social et professeur d'université
- Reinhold Solger (de) (1817–1866), membre de l'Assemblée nationale prussienne, secrétaire d'État au Trésor américain
- Hans Storck (1898-1982), orthopédiste, professeur d'université, fondateur des bains rhumatismaux Kneipp à Endbach
- Ernst Wahner (de) (1821-1908), philologue et professeur de lycée
- Oskar Witzel (de) (1856-1925), chirurgien
- Bernhard Wuermeling (de) (1821-1868), conseiller judiciaire, membre de la Chambre des représentants de Prusse

## Récipiendaire de la médaille Klinggräff
Les personnes suivantes ont reçu la médaille Klinggräff de l'Association des anciens étudiants de corps (de) :
- Hermann Butzer (de) (1993)
- Klaus-Peter Schönrock (2000)
- Kilian Eyerich (de) (2009)